# Fresenhagen (Stadum)
Fresenhagen (nordfriesisch: Frisenhuuwen, dänisch: Fresenhavn) ist ein Ortsteil der Gemeinde Stadum im Kreis Nordfriesland im Nordwesten Schleswig-Holsteins.

## Geschichte
Der Ortsname geht auf das Gut Fresenhagen zurück, welches im 16. Jahrhundert durch Landaufkäufe des Adligen Jürgen von der Wisch aus der holsteinischen Adelsfamilie Wisch entstanden war. Der Name des Hofes bedeutet etwa Hof bei den Friesen (tom Fresenhave). Der Ort befindet sich jedoch etwas östlich des nordfriesischen Siedlungsgebietes im ursprünglich jütisch-dänischen Siedlungsbereich in der Karrharde auf der Schleswigschen Geest. Der dänische Ortsname ist Fresenhavn. Das Gut bestand bis 1928 als eigenständiger Gutsbezirk. Fresenhagen liegt heute nördlich der Bundesstraße 199 Flensburg Richtung Niebüll, kurz vor Leck und gehört zur Gemeinde Stadum.

## Rio Reiser

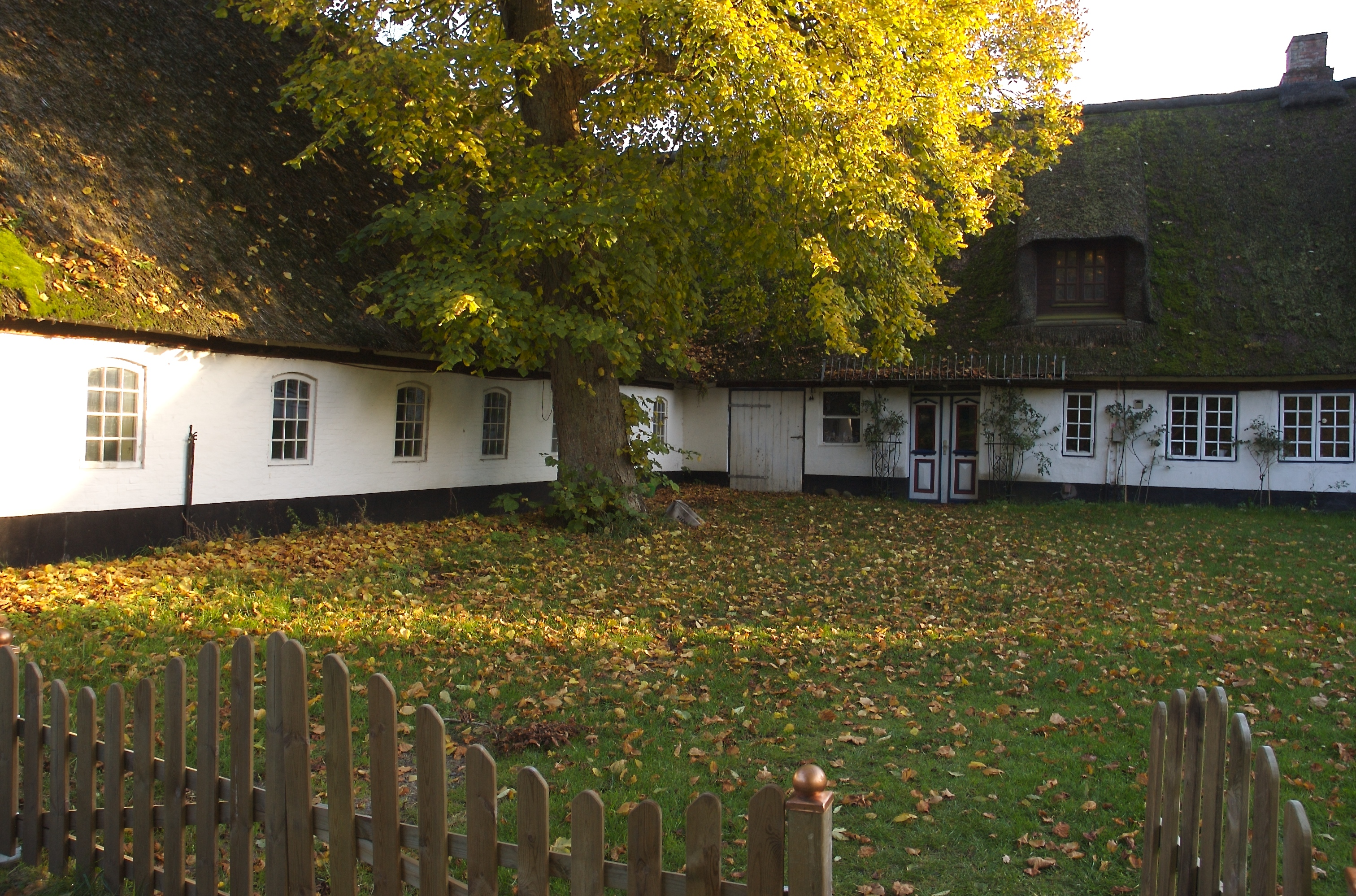
Rio-Reiser-Haus in Fresenhagen (2007)

Bekanntheit erlangte der Ort durch die Musikgruppe Ton Steine Scherben und ihren Sänger Rio Reiser, die dort 1975 einen Hof erwarben. 1996 setzte sich die damalige schleswig-holsteinische Ministerpräsidentin Heide Simonis dafür ein, dass Rio Reiser auf seinem Privatgrundstück in Fresenhagen beigesetzt werden durfte. Nach dem Verkauf des Hofes wurde der Leichnam Reisers am 11. Februar 2011 auf den alten St.-Matthäus-Kirchhof in Berlin umgebettet.